# 遠州屋彦兵衛
遠州屋 彦兵衛（えんしゅうや ひこべえ、生没年不詳）は江戸時代末期の江戸の地本問屋。

## 来歴
遠彦とも号す。日本橋通3丁目熊次郎店、後に楠町2丁目庄兵衛店で幕末期に地本問屋を営業している。また、本湊町の家主であった。歌川広重、歌川国芳、歌川芳幾、歌川芳虎、歌川芳員、豊原国周の錦絵を出版している。

## 作品
- 歌川広重　『江戸名所』　横中判30枚揃 嘉永初ころ
- 歌川国芳 『宇治川合戦之図』 大判3枚続 嘉永
- 歌川国芳　『見立陽気双六』
- 歌川芳幾 『隅田川の夜桜』 大判3枚続 文久
- 歌川芳虎 『浮世稽古荷上り繁昌』 大判3枚続 慶応3年（1867年）
- 歌川芳員　『外国人どんたく』
- 豊原国周　『其紫月の姿見』